# Dżami al-Fana
Dżami al-Fana (arab. ‏جامع الفنا‎, fr. Jemaa El Fna) – największy plac w marrakeskiej medynie, a zarazem największa atrakcja turystyczna miasta.
Od 2001 roku wpisany wraz z całym zabytkowym centrum Marrakeszu na Listę światowego dziedzictwa UNESCO. W 2001 roku przestrzeń kulturowa placu została proklamowana arcydziełem ustnego i niematerialnego dziedzictwa ludzkości, a w 2008 roku wpisana na Listę niematerialnego dziedzictwa UNESCO.
Nie wiadomo dokładnie, jak powstał. Także pochodzenie nazwy nie jest znane, uważa się, że oznacza ona „plac bez meczetu” lub „zgromadzenie umarłych”, które nawiązywać ma do targów niewolników i egzekucji, jakie odbywały się tutaj aż do XIX wieku.
Na placu co wieczór odbywa się wielki targ ze straganami restauracyjnymi. Wokół nich gromadzą się kuglarze, berberyjscy opowiadacze legend i historii, bębniarze, muzycy gnawa, zaklinacze węży, samozwańczy uzdrawiacze i dentyści.
Występy trwają zwykle do północy i cieszą olbrzymią popularnością wśród turystów.
Dżami al-Fana stał się popularny poza granicami kraju dzięki ruchowi hippisowskiemu; jego członkowie licznie ściągali do Maroka w latach siedemdziesiątych wabieni ogólnodostępnym kifem – tutejszą marihuaną oraz w poszukiwaniu egzotycznych wrażeń.
28 kwietnia 2011 roku w mieszczącej się przy placu popularnej restauracji Argana doszło do zamachu bombowego. Przebrany za turystę terrorysta pozostawił w restauracji gitarę wypełnioną materiałami wybuchowymi, którą następnie zdetonował zdalnie. W zamachu zginęło 17 osób a 21 zostało rannych. Powiązany z Al-Kaidą zamachowiec został skazany na karę śmierci.